# Liste des parcs d'État du Kansas
Liste des parcs d'État du Kansas aux États-Unis d'Amérique par ordre alphabétique. Ils sont gérés par le Kansas Department of Wildlife, Parks and Tourism (en).
- Cedar Bluff
- Cheney
- Clinton
- Crawford
- Cross Timbers
- Eisenhower
- El Dorado
- Elk City
- Fall River
- Glen Elder
- Hillsdale
- Kanopolis
- Lovewell
- Meade
- Milford
- Mushroom Rock
- Perry
- Pomona
- Prairie Dog
- Prairie Spirit Trail
- Sand Hills
- Scott
- Tuttle Creek
- Webster
- Wilson